# SC Corinthians Paulista
Sport Club Corinthians Paulista is een Braziliaanse sportclub uit São Paulo, die het meest bekend is om de voetbaltak. De club werd opgericht op 1 september 1910 door Italiaanse immigranten. Corinthians werd vernoemd naar het Engelse Corinthian FC, dat destijds bezig was aan een promotie-tour door Brazilië en daarbij veel indruk maakte door alle wedstrijden te winnen. Het thuisstadion is de Neo Química Arena. Corinthians heeft na Flamengo de meeste fans van alle Braziliaanse voetbalclubs. Aartsrivaal van Corinthians is Palmeiras, een club uit São Paulo die in 1914 door afvallige leden van Corinthians werd opgericht. Corinthians werd de eerste FIFA-clubwereldkampioen ooit door in 2000 de finale te winnen van Vasco da Gama. Corinthians werd met deze titel de enige Zuid-Amerikaanse club ooit die een clubwereldtitel (wereldbeker/FIFA WK) won zonder daarvoor de CONMEBOL Libertadores te hebben gewonnen. De eerste en enige CONMEBOL Libertadores-titel in de clubhistorie werd twaalf jaar later gewonnen (2012) door Boca Juniors met 1–3 in de finale te verslaan. Door winst van de CONMEBOL Libertadores deed Corinthians dat jaar opnieuw mee aan het FIFA WK voor clubs en won het opnieuw de clubwereldtitel door UEFA Champions League-winnaar Chelsea met 1–0 in de finale te verslaan. Na de editie van 2012 wonnen enkel Europese clubs de clubwereldtitel, waardoor Corinthians de laatste winnaar werd van buiten Europa.

## Geschiedenis

### Ontstaan

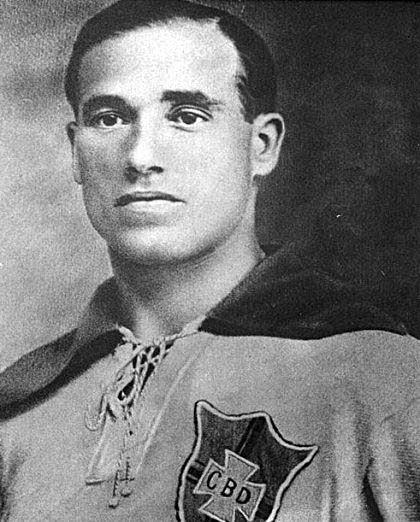
Neco, een van de eerste clubidolen van Corinthians

In het Brazilië van 1910 was voetbal een elitesport. De bestaande grote clubs Paulistano, AA das Palmeiras en São Paulo Athletic waren enkel toegankelijk voor leden van de hogere klasse. Een paar medewerkers van de spoorwegen keken op 31 augustus 1910 naar een wedstrijd van het Engelse Corinthian. Na het bekijken van de wedstrijden kregen ze het idee om zelf een club op te richten. Op 1 september 1910 werd de club dan in het district Bom Retiro boven de doopvont gehouden. Op 10 september 1910 speelde de club haar eerste wedstrijd tegen União Lapa en verloor deze met 1-0. Vier dagen later scoorde Luiz Fabbi de eerste goal voor de club tegen Estrela Polar. Op 17 september 1911 speelde de club voor het eerst tegen een team van buiten de stad, wat in die tijd nog niet erg gebruikelijk was. De club won met 1-0 van Ponte Preta uit Campinas. De club wilde graag aan de competitie van het Campeonato Paulista deelnemen maar werd aanvankelijk afgewezen.

### Campeonato Paulista
In 1913 speelde Corinthians kwalificatiewedstrijden om deel te nemen aan de competitie tegen Minas Gerais FC en São Paulo Railway Athletic Club en won deze waardoor ze mochten aantreden. Hierop verliet Paulistano de competitie en richtte de Associação Paulista de Esportes Atléticos (APEA) op, een nieuwe voetbalbond nog steeds voor eliteclubs. De club werd vierde op vijf clubs in het eerste seizoen, maar in het tweede jaar won de club al de titel. De sterkste clubs van de stad speelden evenwel in de concurrerende competitie van de APEA. Beiden worden echter als officiële kampioenschappen erkend. In 1915 probeerde de club om lid te worden van de APEA maar dit mislukte en de club speelde dat jaar geen competitie en leende zijn spelers uit en speelde enkel vriendschappelijke wedstrijden. In 1916 was Amílcar Barbuy de eerste speler van de club die mocht aantreden voor het nationale elftal. Neco volgde een jaar later. Beide spelers waren de eerste clubidolen en Neco is met 17 seizoenen de speler die het langste trouw bleef aan de club, hij kreeg in 1929 zelfs als eerste speler een standbeeld. De club werd in 1916 voor de tweede keer kampioen van de zwakkere LPF competitie. In 1917 werd de LPF opgeheven en bleef de APEA als enige bond over, Corinthians werd nu wel toegelaten en werd in het eerst jaar derde met ruime achterstand op Paulistano en Palestra Itália. In 1918 bedroeg de afstand op kampioen Paulistano slechts één puntje.

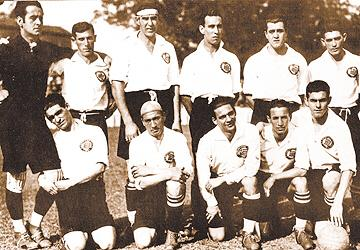
Team van 1930

Na drie derde plaatsen op rij kon de club in 1922 nog eens de titel binnen rijven. De club zou drie jaar op rij heer en meester zijn van de competitie. De volgende jaren namen São Bento en Palestra Itália de titels, maar van 1928 tot 1930 won de club opnieuw drie keer op rij de staatstitel. De volgende jaren was de club slechts een middenmoter. Pas in 1936 streed de club weer mee om de titel, maar moest deze dan toch aan Palestra Itália laten. In deze tijd maakte Teleco het mooie weer bij de club, hij zou van 1935 tot 1941 vijf keer topschutter van de competitie worden. Enkele andere clubidolen uit deze tijd waren Rato, Del Debbio, Tuffy, Pedro Grané, Brandão, Servílio de Jesus.  Van 1937 tot 1939 werd de club drie keer op rij kampioen. In 1941 werd een nieuwe titel behaald, maar de volgende zou pas in 1951 volgen. De jaren veertig werden verder gedomineerd door Palmeiras en vooral het São Paulo FC van Leônidas. De club trok enkele grote spelers aan zoals legende Domingos da Guia, maar kon er de titel niet mee veroveren.

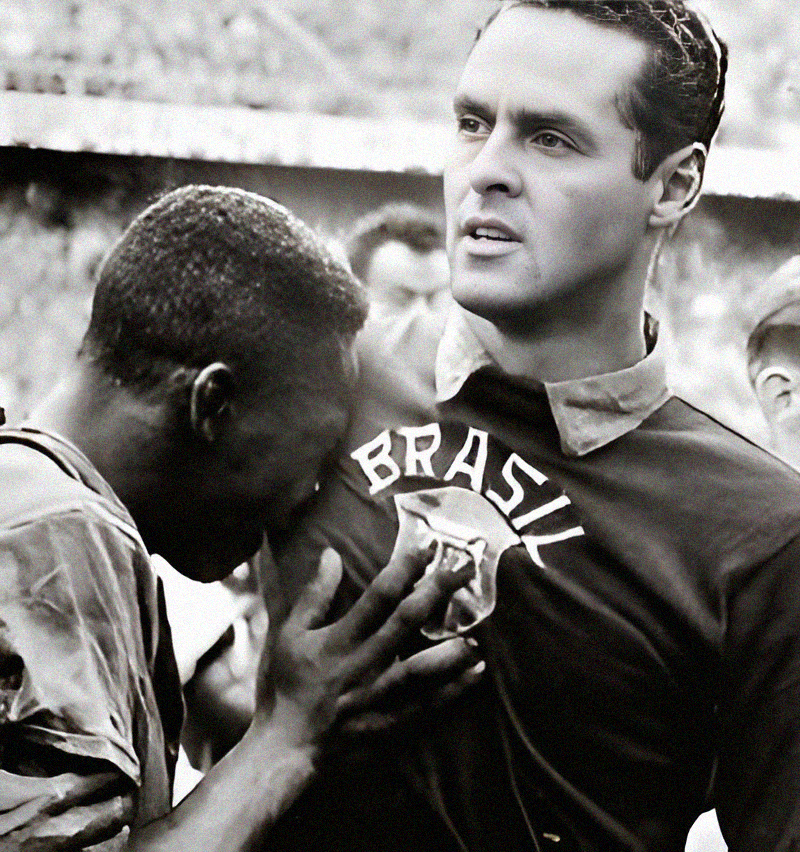
Gilmar wordt beschouwd als beste doelman ooit in de clubgeschiedenis.

De jaren vijftig begon goed met drie titels in 1951, 1952 en 1954. Er stonden enkele grote namen op het veld zoals latere wereldkampioen Gilmar, maar ook Luizinho, Cabeção, Roberto Belangero, Idário, Baltazar, Carbone en Cláudio. De club won ook drie keer het Torneio Rio-São Paulo en in 1953 de Pequeña Copa del Mundo, de voorloper van de wereldbeker. De club speelde in de jaren vijftig 64 wedstrijden tegen buitenlandse teams en kon er 47 van winnen.
Na enkele ereplaatsen had de club nog eens nood aan een titel en probeerde enkele grote spelers binnen te halen zoals in 1960 Almir Pernambuquinho of Garrincha en Ditão in 1966. In 1965 begon Roberto Rivellino als 19-jarige bij de club. Hoewel hij enkel in 1966 het Torneio Rio-São Paulo op zijn naam mocht schrijven is hij een van de grootste idolen in de clubgeschiedenis. Andere grote spelers uit deze periode waren Paulo Borges en Flávio.
In 1970 haalde de club na moeilijke onderhandelingen met Portuguesa Zé Maria binnen, die dat jaar wereldkampioen werd met het nationale elftal. In 1971 kwam Vaguinho en in 1972 Wladimir. In 1974 kwam de club na twintig jaar nog eens dicht bij het winnen van de titel in het staatskampioenschap, maar moest deze uiteindelijk toch aan Palmeiras laten.
In 1977 haalde voorzitter Vicente Matheus Palhinha voor zeven miljoen cruzeiro's van Cruzeiro naar Corinthians. De club deed het dat jaar uitstekend en speelde de finale om de titel tegen Ponte Preta. Palhinha scoorde in de eerste wedstrijd, maar in de terugwedstrijd won Ponte Preta waardoor er een derde, beslissende wedstrijd, kwam. Hier scoorde Basílio in de 81ste minuut het winnende doelpunt en zo kwam er na een droogte van 23 jaar nog eens een staatstitel. De club leefde weer helemaal op en won twee jaar later opnieuw de titel. In de jaren tachtig won de club drie keer de titel en werden ze twee keer tweede. De jaren negentig begonnen met allemaal ereplaatsen, maar van 1995 tot 1999 werd wel weer drie keer de titel en één vicetitel behaalde.
Ook in het nieuwe millennium werden al snel twee titels verover. Enkel in 2004 had de club een zeer slecht jaar, toen ze slechts zestiende werden. In 2009 en 2013 werd de club nogmaals kampioen. Ook in 2017 en 2018 werd de club kampioen.

### Nationaal niveau

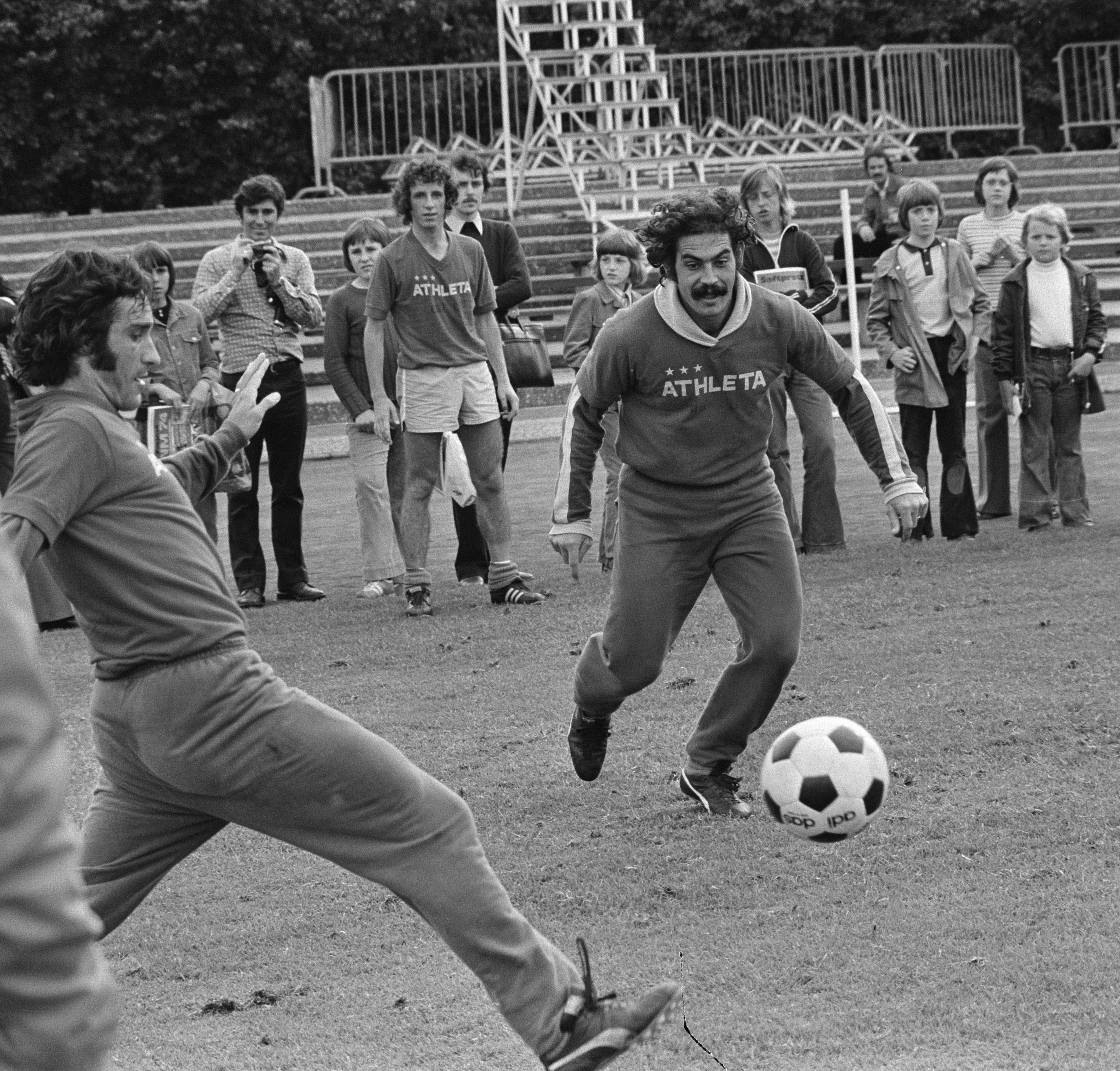
Rivellino, een van de grootste clubidolen, hier in 1974

Door de suprematie van Palmeiras en Santos in de jaren zestig speelde de club niet op nationaal niveau toen de Taça Brasil gespeeld werd, vanaf 1959. In 1967 ging het Torneio Roberto Gomes Pedrosa van start, een uitbreiding van het Torneio Rio-São Paulo met hierin meerdere clubs uit de sterkste competities van het land. In 1967 en 1969 eindigde de club op een derde plaats. Bij de start van de huidige nationale competitie, in 1971 werd de club vierde, net als het seizoen erna. In 1971 won de club ook het Torneio do Povo.
In 1976 bereikte de club maar met moeite de derde ronde van de competitie, maar brak daar wel door en werd tweede in zijn groep achter Internacional waardoor de club zich plaatste voor de halve finales om de titel. Hier trof de club Fluminense. Maar liefst 50.000 fans van Corinthians maakten de trip naar Rio de Janeiro om daar in het Maracanã voor hun club te supporteren. Er waren 146.000 toeschouwers in het stadion. De wedstrijd eindigde op 1-1 en na strafschoppen won Corinthians met 1-4. In de finale tegen Internacional vloerden Dadá Maravilha en Valdomiro de club waardoor ze genoegen moesten nemen met de vicetitel. Door deze goede prestatie mocht de club voor het eerst deelnemen aan de Copa Libertadores, waar de club in een groep zat met Internacional en twee Ecuadoraanse teams. Corinthians werd slechts derde en was meteen uitgeschakeld.
In 1978 werd Sócrates binnengehaald, hij maakte al enkele jaren het mooie weer bij Botafogo FC en zou nu ook furore maken bij de Alvinegro. Ook Biro-Biro, die dat jaar kwam, werd een sterspeler voor de club. Sócrates scoorde in 1979 in de staatscompetitie het winnende doelpunt voor de titel. Dat jaar nam de club voor de eerste keer niet deel aan de Série A. Corinthians, Santos, Portuguesa en São Paulo eisten om dat jaar pas vanaf de derde ronde deel te nemen aan de competitie, maar de voetbalbond ging niet in op hun verzoek waardoor de clubs zich terugtrokken. In 1981 werd Zenon helemaal uit Saoedi-Arabië gehaald als versterking, maar de club eindigde dat jaar slechts 26ste, waardoor de club het jaar erop via de Série B zich moest kwalificeren voor de Série A. Hier slaagde de club gelukkig wel in en bereikte de halve finale om de titel, die ze verloren van Grêmio. Met de sterspelers Sócrates, Zenon, Biro-Biro en Casagrande kon de club wel het mooie weer maken in het staatskampioenschap, maar kon de lijn niet doortrekken op nationaal niveau. In 1983 behaalde de club zijn grootste overwinning ooit in de Série A, 10-1 tegen Tiradentes met vier goals van Sócrates. Een jaar later deed de club het weer erg goed. Ze bereikten de kwartfinales om de titel en werden in de heenwedstrijd verslagen door het Flamengo van Zico. Maar in de terugwedstrijd won Corinthians met 4-1 en plaatste zich zo voor de halve finale tegen Fluminense, dit was echter opnieuw het eindstation voor de club. De club had dat jaar spelers Hugo de León, Serginho Chulapa en Dunga binnen gehaald. Ook Édson, Carlos en Juninho Fonseca waren enkele belangrijke spelers van het elftal.
De volgende jaren waren eerder een tegenvaller, de club eindigde de rest van de jaren tachtig slechts twee keer in de top tien, terwijl in de staatscompetitie wel successen geboekt werden. In 1990 had de club dan ook eindelijk succes op nationaal niveau. Nadat ze vierde werden in de groepsfase werden in de knock-outfase Atlético Mineiro en Bahia opzij gezet op weg naar de finale. Daar trof de club stadsrivaal São Paulo over twee wedstrijden. Wilson Mano en Tupãzinho scoorden elk in één wedstrijd en schonken zo voor het eerst de landstitel aan de club. Andere sterkhouders waren doelman Ronaldo, verdediger Marcelo, spelverdeler Neto en de aanvallers Márcio Bittencourt en Viola. In de daaropvolgende Copa Libertadores, werd de club slechts derde in de groepsfase, wat wel genoeg was voor de tweede ronde waar ze dan verloren van Boca Juniors. In de competitie eindigde de club een paar keer in de subtop en in 1994 bereikte de club opnieuw de finale om de titel en opnieuw tegen een stadsrivaal, deze keer Palmeiras. Marques scoorde één keer in beide wedstrijden, maar Rivaldo en Edmundo zorgden voor een overwinning van Palmeiras. Dat jaar speelde de club ook de Copa CONMEBOL, waarin ze de halve finale bereikten en verloren van São Paulo.
De volgende drie seizoenen kon de club zelfs niet in de top tien eindigen, terwijl in de staatscompetitie twee titels gewonnen werden. In 1995 bereikte de club de kwartfinale van de Copa CONMEBOL, die ze van América de Cali verloren. Dat jaar won de club ook de Copa do Brasil, waardoor ze zich kwalificeerden voor de Copa Libertadores van het jaar erop. Hier bereikte de club de kwartfinale, die van Grêmio verloren werd. In 1998 ging het weer beter met de club. Nadat de club dat jaar in de groepsfase van de Copa Mercosur uitgeschakeld werd won de club wel opnieuw de landstitel, in de finale tegen Cruzeiro. De finale werd over drie wedstrijden gespeeld en Marcelinho Carioca slaagde erin om in alle drie de wedstrijden te scoren. Het volgende jaar werd de club groepswinnaar in de Copa Libertadores en versloeg in de tweede ronde met duidelijke cijfers het Boliviaanse Jorge Wilstermann, echter werd de club in de kwartfinale na penalty's uit het toernooi geschopt door Palmeiras. Ook in de Copa Mercosur werd de kwartfinale bereikt, hier verloren ze van San Lorenzo. In de Série A bereikte de club opnieuw de finale, nu tegen Atlético Mineiro. Nadat Mineiro de eerste wedstrijd won met 3-2, won Corinthians de tweede wedstrijd met 2-0, dankzij twee goals van Luizão en na een scoreloze derde wedstrijd mocht Corinthians de tweede landstitel op rij in ontvangst nemen. In 2000 mocht de club deelnemen aan de eerste editie van het WK voor clubs. In een groep met Real Madrid, Raja Casablanca en Al-Nassr werd Corinthians groepswinnaar en plaatste zich zo voor de finale tegen landgenoot Vasco da Gama. De finale eindigde in een scoreloos gelijkspel en werd na strafschoppen gewonnen door Corinthians. Later dat jaar nam de club opnieuw deel aan de Copa Libertadores en werd vlotjes groepswinnaar en schakelde daarna Rosario Central en Atlético Mineiro uit, echter botste de club in de halve finale alweer op Palmeiras die ook nu de meerdere was. In de Copa Mercosur werd de club laatste in de groepsfase. De club zette alles op de internationale competities want in de Série A eindigde de club dat jaar op een teleurstellende 24ste plaats.
Het volgende seizoen eindigde de club achttiende en bereikte de halve finale van de Copa Mercosur, waarin ze verloren van San Lorenzo. Wel, werd de finale van de Copa do Brasil bereikt, die verloren werd van Grêmio. 2002 was opnieuw een goed jaar voor de club. De laatste editie van het Torneio Rio-São Paulo werd gewonnen en ook in de Copa do Brasil zegevierde de club met een overwinning in de finale op kleinere club Brasiliense. In de Série A verloor de club de finale om de titel van Santos. Het was tevens de laatste keer dat de titel beslecht zou worden in een finale, vanaf 2003 kwam er een competitie naar Europees model waar de kampioen bepaald wordt na heen- en terugronde zonder play-offs. In de Copa Libertadores was Corinthians de groepswinnaar met het hoogst aantal punten, maar in de tweede ronde gingen ze er meteen uit tegen River Plate. Na een vijfde plaats in de Série A van 2004 plaatste de club zich voor de Copa Sudamericana 2005 en kon hier River Plate nu wel uitschakelen, maar botste in de kwartfinale op een sterker Pumas UNAM. Later dat jaar werd opnieuw de landstitel binnen gehaald. Opnieuw zorgde River Plate in de tweede ronde van de Copa Libertadores dat internationaal succes voor de club uitbleef. Ook in de Copa Sudamericana zorgde het Argentijnse Lanús voor een vroege uitschakeling.
Twee jaar na de landstitel kwam de complete ontnuchtering. Na het vertrek van sterkhouders Carlos Tévez, Mascherano, Roger en Gustavo Nery werd Corinthians slechts zeventiende in de competitie en kwam één punt te kort op Goiás om het behoud te verzekeren. Voor de eerste keer in zijn bestaan degradeerde de club. Het volgende seizoen werd de club met zeventien punten voorsprong op Santo André kampioen in de Série B en bereikte ook de finale van de Copa do Brasil, die verloren werd van Sport.
Bij de terugkeer in de Série A kwam Ronaldo zijn carrière beëindigen voor de club. Nadat eerst al de staatstitel gewonnen werd won de club ook de Copa do Brasil in de finale tegen Internacional dankzij goals van onder andere Ronaldo en Jorge Henrique. In de competitie werd de club tiende. Het volgende seizoen werd de club met drie puntjes achterstand op Fluminense derde. In de Copa Libertadores was de club opnieuw de meest overtuigende groepswinnaar, maar in de tweede ronde liep het andermaal meteen fout, nu tegen Flamengo. In 2010 werd bekend dat de club een nieuw stadion kreeg, één dat het niet moest delen met Palmeiras, de Arena Corinthians dat ook gebruikt zou worden voor het WK 2014.
In 2011 won de club voor de vijfde keer de landstitel, voor drie clubs uit Rio de Janeiro. In 2012 doorbrak de club eindelijk het spook van de Copa Libertadores, in de tweede ronde werd Emelec verslagen en dan Vasco da Gama en Santos. Voor het eerst speelde de club de finale, tegen het Argentijnse Boca Juniors. De heenwedstrijd in het Bombonera eindigde op een 1-1 gelijkspel, na een late gelijkmaker van Romarinho. In de terugwedstrijd scoorde Emerson Sheik twee keer waardoor de club voor het eerst kampioen van Zuid-Amerika werd. Hierdoor mocht de club ook deelnemen aan het WK voor clubs. Corinthians werd twaalf jaar al eens eerder wereldkampioen, maar was toen geplaatst, omdat de competitie in Brazilië gespeeld werd. De club mocht meteen in de halve finale aantreden en won daar nipt van het Egyptische Al-Ahly. In de finale stond de club tegenover Chelsea en won ook hier met het kleinste verschil, dankzij een goal van de Peruviaan Guerrero, die ook al in de halve finale de winnende goal gemaakt had. In 2013 schakelde Boca Juniors de club uit in de tweede ronde van de Copa Libertadores, ze wonnen wel de Recopa Sudamericana 2013 van São Paulo. Na een vierde plaats in de Série A van 2014 plaatste de club zich weer voor de Copa Libertadores, maar ook nu was de tweede ronde het eindstation, deze keer was de tegenstander het Paraguyaanse Guaraní. In 2015 werd de club landskampioen. In de Libertadores van 2016 bereikte de club de tweede ronde, waar ze uitgeschakeld werden door Nacional. Na een plaats in de middenmoot werd de club in 2017 opnieuw landskampioen.

## Erelijst
Nationaal

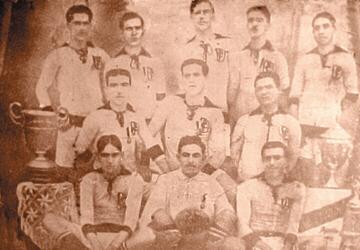
Eerste kampioenenelftal in 1914

- Campeonato Brasileiro Série A: 1990, 1998, 1999, 2005, 2011, 2015, 2017
- Copa do Brasil: 1995, 2002, 2009
- Campeonato Brasileiro Série B: 2008
- Torneio Rio-São Paulo: 1942, 1950, 1953, 1954, 1966, 2002
- Campeonato Paulista: 1914, 1916, 1922, 1923, 1924, 1928, 1929, 1930, 1937, 1938, 1939, 1941, 1951, 1952, 1954, 1977, 1979, 1982, 1983, 1988, 1995, 1997, 1999, 2001, 2003, 2009, 2013, 2017, 2018, 2019, 2025
- Supercopa do Brasil: 1991
- Copa Paulista: 1962
- Taça dos Campeões Estaduais Rio-São Paulo: 1929, 1941
- Torneio Início Paulista: 1919, 1920, 1921, 1929, 1936, 1938, 1941, 1944, 1955
- Taça Competência: 1922, 1923, 1924
- Taça Cidade de São Paulo: 1942, 1943, 1947, 1948, 1952
- Torneio das Missões: 1953
- Taça Piratininga: 1968
- Copa Bandeirantes: 1994

Internationaal
- Pequena Taça do Mundo: 1953
- Copa do Atlântico: 1956
- Torneio Internacional Charles Miller: 1955
- FIFA Club World Championship/FIFA Club World Cup: 2000, 2012
- CONMEBOL Libertadores: 2012
- CONMEBOL Recopa: 2013

## Bekende (oud-)spelers
- Baltazar
- Carlos
- Leandro Castán
- Cláudio
- Memphis Depay
- Dida
- Edílson
- Edú
- Ewerthon
- Carlos Gamarra
- Garrincha
- Gilmar
- Jô
- Colin Kâzım-Richards
- Luizinho
- Javier Mascherano
- Marcelinho Carioca
- Neco
- Neto
- Nilmar
- Alexandre Pato
- Paulinho
- André Ramalho
- Ricardinho
- Freddy Rincón
- Rivaldo
- Rivelino
- Roberto Carlos
- Ronaldo
- Sócrates
- Sylvinho
- Carlos Tévez
- Vampeta
- Viola
- Teleco
- Wladimir
- Zé Maria

## Bekende trainers
- Vanderlei Luxemburgo
- Carlos Alberto Parreira
- Mano Menezes